# ドラえもんジェット
ドラえもんジェットとは、ドラえもんのキャラクターが描かれた日本航空 (JAL) の旅客機（特別塗装機）。映画作品のタイアップから始まり、2016年からは映画とは関係の無いものも登場した。JALでは1994年に登場した「JALドリームエクスプレス」、2001年に登場した「JALドリームエクスプレス21」、2005年に登場した「JAL　FAMILY　JET（ムシキングジェット）」、2006年と2007年に登場した「たまごっちジェット」に続くアニメーションキャラクター特別塗装機である。

## ドラえもん のび太の人魚大海戦

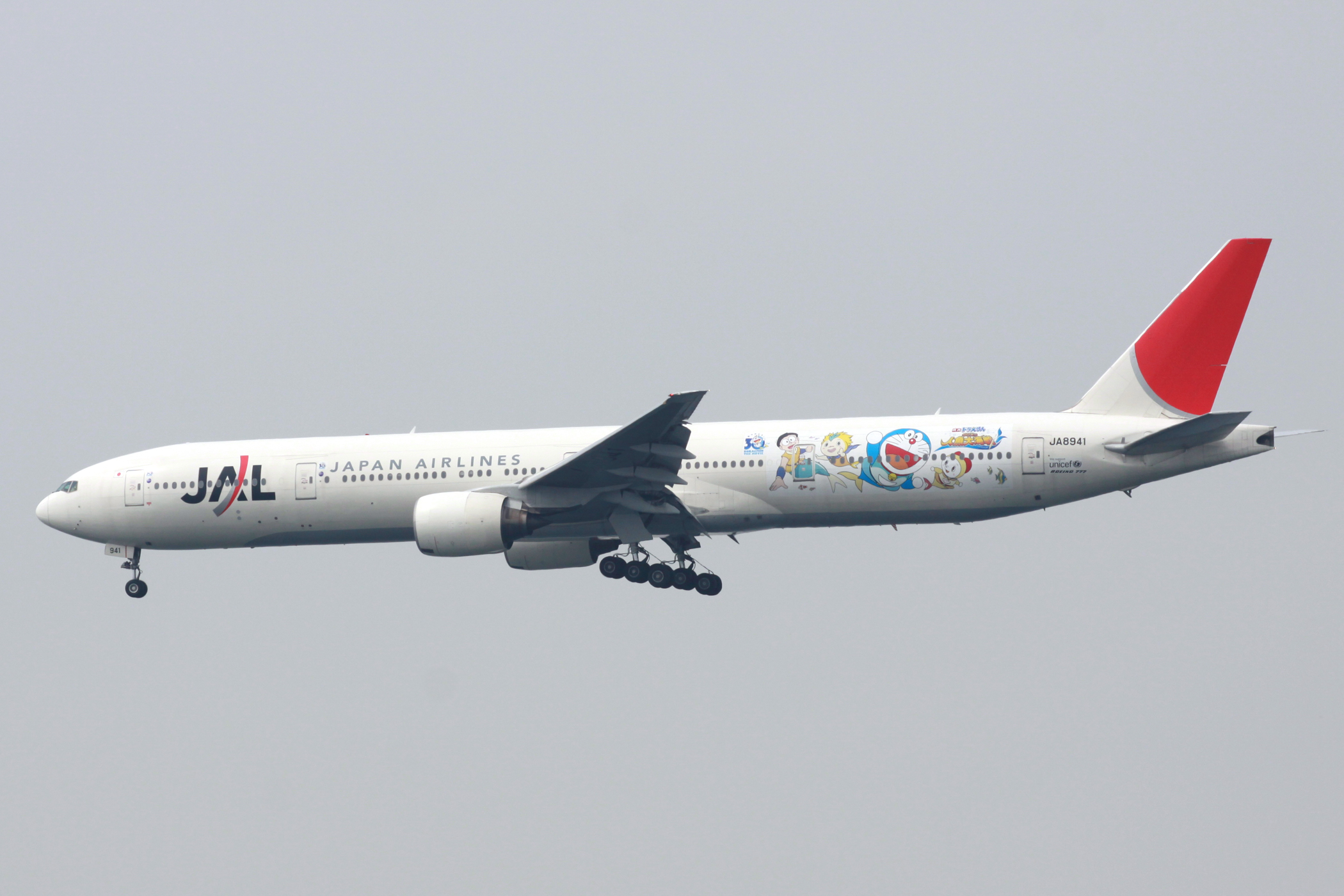
JA8941

2010年3月6日に公開された『映画ドラえもん のび太の人魚大海戦』とのタイアップで登場した。
ボーイング777-346型機（機体記号：JA8941）にドラえもん、のび太、ハリ坊の3名を描かれている。2010年2月中旬から4月末まで就航した。これに合わせて、ドラえもんとタイアップした沖縄ツアーがJALパックから発売され、JALの国際線機内では『映画ドラえもん のび太の恐竜2006』が、国内線機内ではテレビ版アニメがそれぞれ上映された。

## ドラえもん のび太のひみつ道具博物館

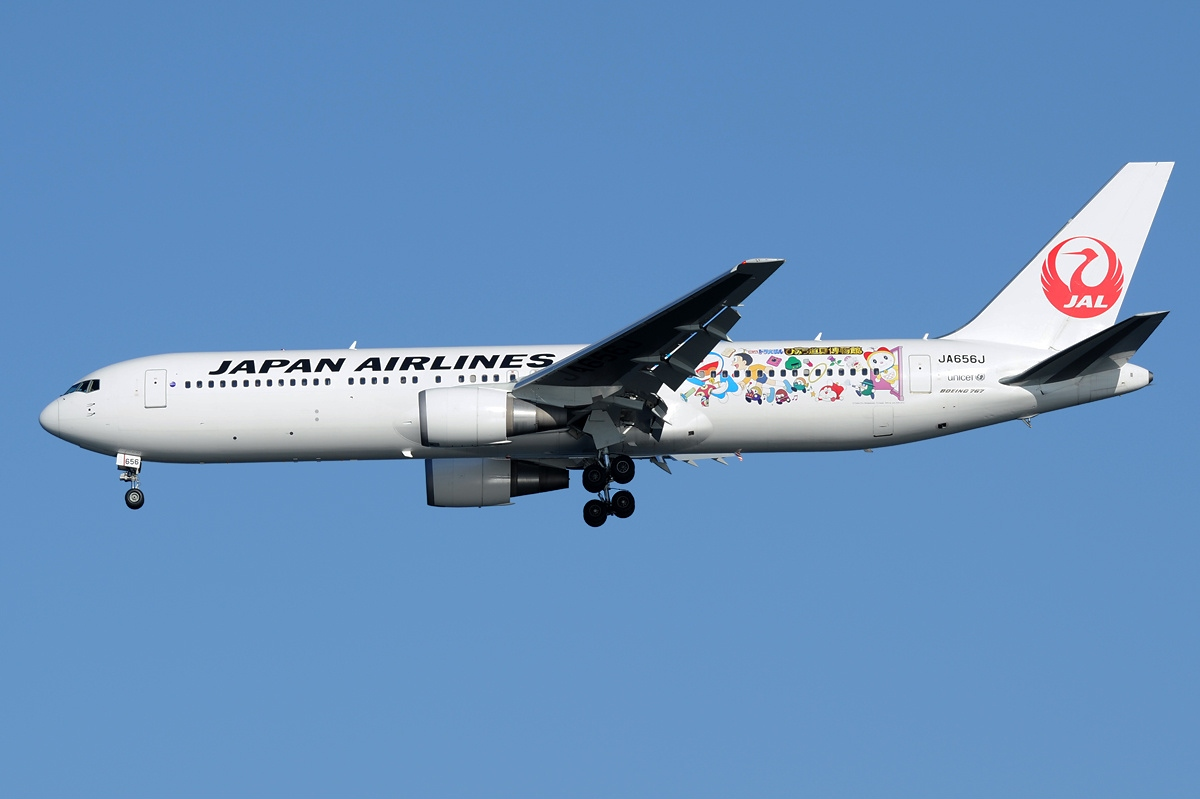
JA656J

2013年3月9日に公開された『映画ドラえもん のび太のひみつ道具博物館』とのタイアップで登場した。ボーイング767-346ER型機（機体記号：JA656J）にドラえもん、のび太、ドラミ、ミニドラ、ひみつ道具が描かれており、2012年12月12日に羽田空港発徳島空港行きJL1435便で就航した。機内では、ドラえもんによるウェルカムコメントが機内ビデオで放映され、ドラえもんのヘッドレストカバーやノベルティのオリジナルクリアファイル、ポストカードが用意される。
これに合わせて、前回の沖縄ツアーとは反対に北海道ツアーが同じくJALパックから発売された。このツアーでは参加者にドラえもんジェットグッズが贈呈され、調度品がドラえもん一色のドラえもんルームやドラえもんスイーツ(ホットケーキなど)が用意された。
3月2日には小田急電鉄と共同で、羽田空港内JAL格納庫と喜多見電車基地でドラえもんジェットとドラえもん電車「F-Train」、藤子・F・不二雄ミュージアムを見学するツアーに親子100名を招待した。
3月24日をもって運航を終了した。

## JAL　ドラえもんJET

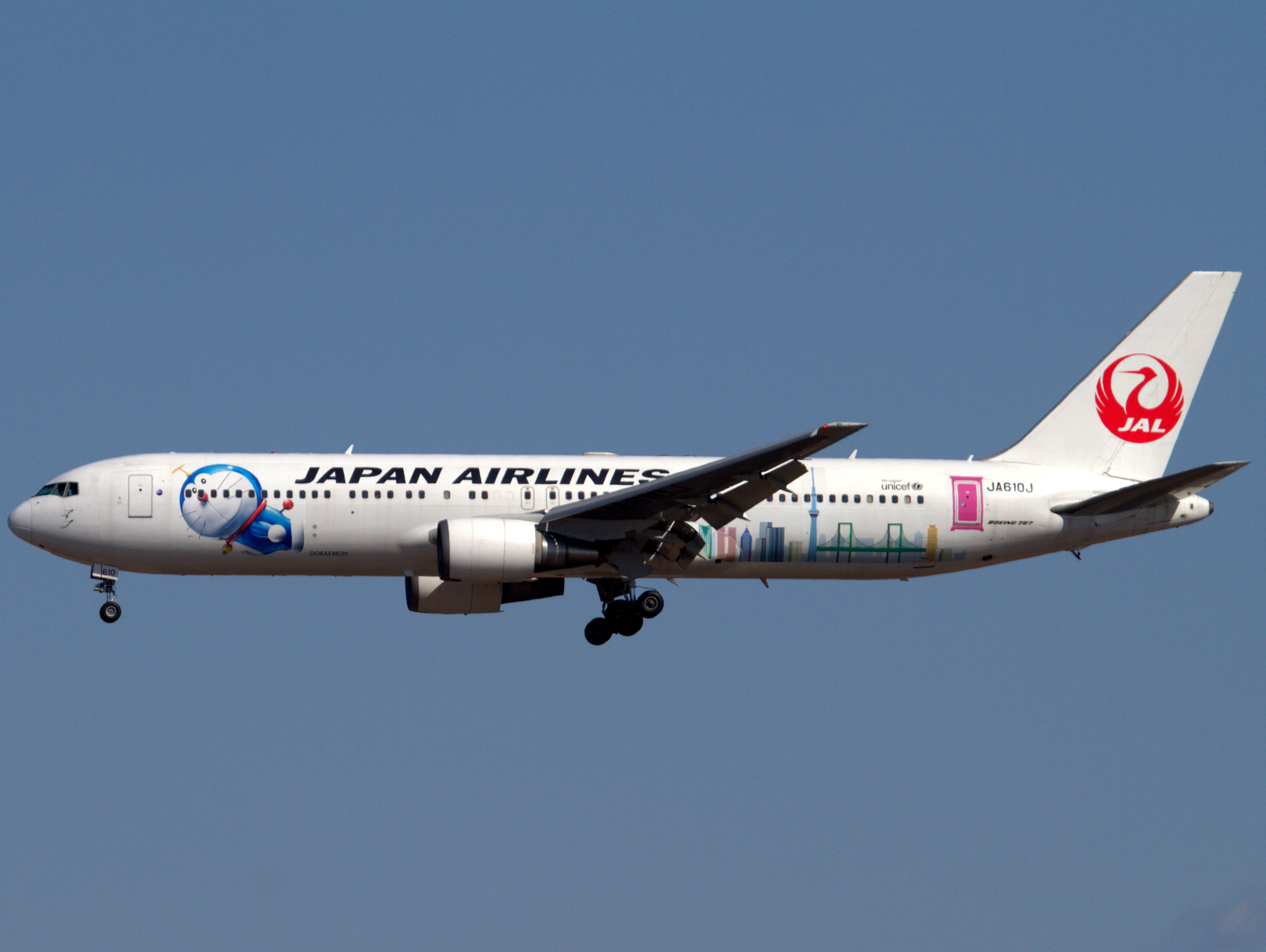
JA610J

2016年9月22日就航。今回は映画とのタイアップではなく、中華人民共和国路線の活性化を図り訪日需要を取り込むために中国でも人気の高いドラえもんを起用したもので、国際線では初となる。主に日中路線に就航するボーイング767-346ER型機（機体記号：JA610J）に、タケコプターを載せたドラえもんと、東京スカイツリーなど東京の街並みが描かれているほか、後方の乗降扉がどこでもドアに見立てられてピンク色に塗装されている。2016年9月22日から2017年3月末まで、東京(成田)-上海(浦東)線を中心として就航する予定。
機内サービスでは、オリジナル絵葉書が進呈されるほか、特製紙コップにより飲み物が提供される。なお、これらのサービスは中国路線（香港線を除く）の全便で実施される。
当初の予定より延長され、2017年7月中旬の国内線運用をもって運航を終了し通常塗装へと戻された。

## ドラえもん のび太の南極カチコチ大冒険

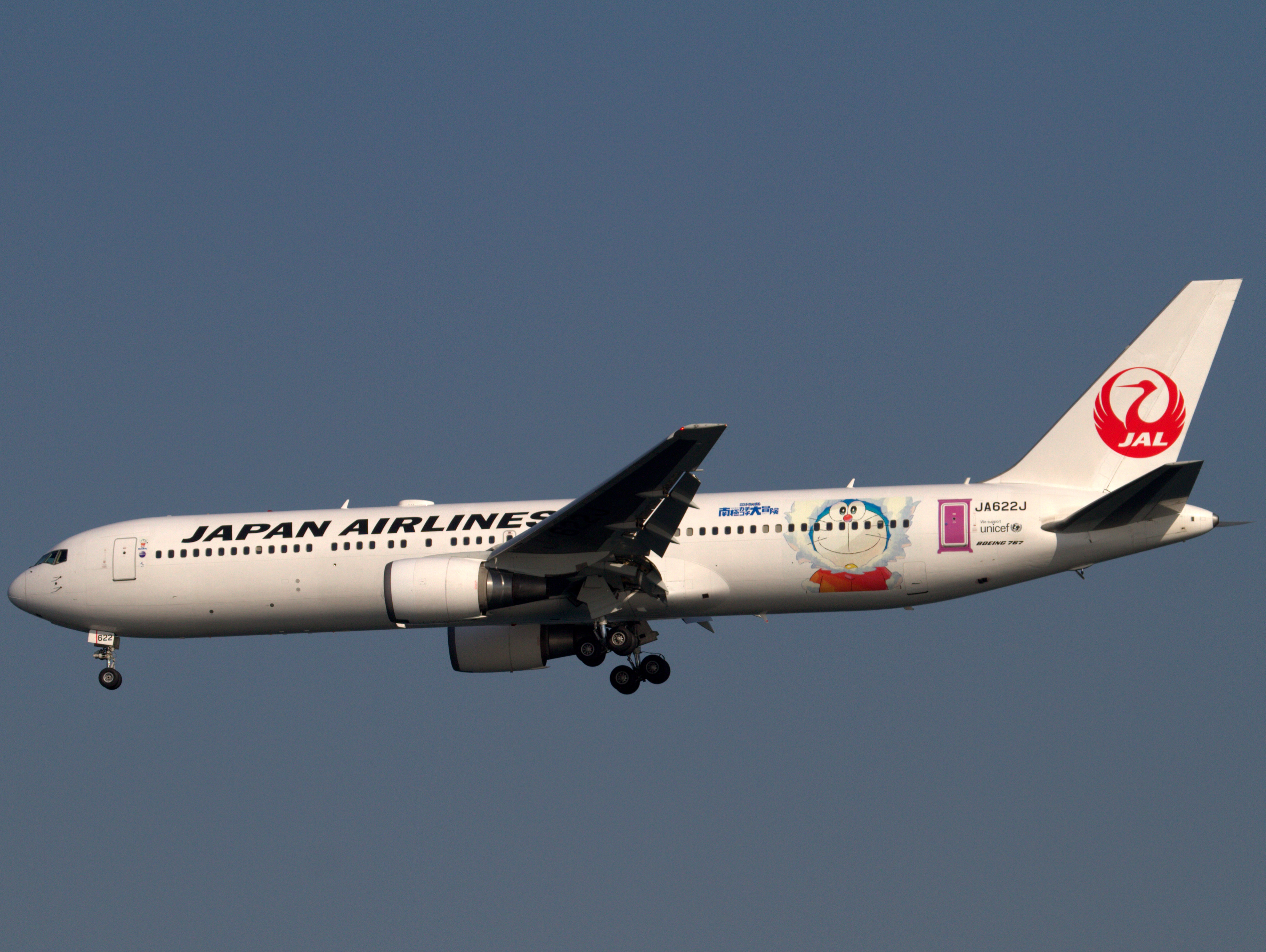
JA622J

2017年3月4日に公開される予定の『映画ドラえもん のび太の南極カチコチ大冒険』とのタイアップで2016年12月30日の東京国際空港発福岡空港行きJL331便で運航を開始し、2017年5月下旬まで国内線で運航される予定である。機材はボーイング767-346ER型機（機体記号：JA622J）で、機体後方に映画の衣装を着たドラえもんが描かれているほか、「JAL ドラえもんJET」同様に後方の乗降扉がどこでもドアに見立てられてピンク色に塗装される。なお前述の「JAL ドラえもんJET」も2017年3月まで運航されるため初めて2機のドラえもんジェットが同時に運航されることになり、5月15日には運用の都合で伊丹空港に於いて2機のドラえもんジェットが並ぶ光景が見られた。
同機の就航を記念し、2016年12月1日から2017年1月31日までの期間内に同社の国内線に2回搭乗した者の中から「JAL ドラえもんJET デカール モデルプレーン」「JALオリジナル ドラえもんグッズ」「『映画ドラえもん のび太の南極カチコチ大冒険』JAL限定試写会ご招待」「JAL ドラえもん　スペシャル整備工場（羽田）見学ご招待」の4つの賞品が合計1,560名に当選するキャンペーンが開催される。
5月29日をもって運航を終了した。

## JAL　ドラえもんJET（2号機）
2016年9月から国際線に就航した「JAL ドラえもんJET」が好評だったことから、2017年度にも引き続き日中路線でドラえもんジェットを運航することが決定した。2017年5月18日の東京国際空港（羽田）発北京行きJL21便で運航を開始し、2017年7月まで羽田-北京線と羽田-広州線で運航される予定である。使用される機体はボーイング787-846型機（機体記号：JA837J）で、前回のデザインを踏襲しタケコプターを載せたドラえもん(JAL仕様の3Dのオリジナルデザイン)と、東京スカイツリーなど東京の街並みが描かれているほか、後方の乗降扉がどこでもドアに見立てられてピンク色に塗装されているが、ドラえもんの位置は機体後方に変更されている。
前回と同様、機内サービスでは、オリジナル絵葉書が進呈されるほか、特製紙コップにより飲み物が提供される。なお、これらのサービスは特別塗装機就航路線以外の中国線でも実施される。
2017年8月末を持って運航を終了した。